# La Fausse Maîtresse
La Fausse Maîtresse (em português, A falsa amante) é uma novela francesa de Honoré de Balzac publicada em 1841 no jornal Le Siècle, depois em volume, em cinco capítulos, na edição Furne de 1842 nas Cenas da vida privada dos Estudos de costumes da Comédia Humana.
Escrita às pressas em um período de relações difíceis com Madame Hanska, a novela é uma defesa da necessidade de uma falsa aventura (numerosas na vida do autor) para esconder do mundo o verdadeiro amor (a Condessa Hanska). Um pouco rebuscado no estilo, a obra não oferece menos encanto, ambiência e mistério que La fille aux yeux d'or, embora dessa vez se trate de um homem fervorosamente devotado a outro, com uma paixão desinteressada, que não pede nenhuma recompensa.

## Enredo
Clémentine du Rouvre (Clementina na versão brasileira organizada por Paulo Rónai) descende de famílias abastadas e nobres cuja riqueza foi dissipada. Casou-se com o Conde Adam Laginski (Adão), um imigrante polonês bastante próspero. Apesar da feiura do marido — "Seu pequeno rosto, de aspecto bastante azedo, parecia ter sido comprimido num torno. O nariz curto, os cabelos louros, a barba e os bigodes ruivos, davam-lhe um ar de cabra..."), — formam um casal feliz, vivendo em um palacete atraente, "uma dessas criações modernas [...] situado entre um pátio e um jardim".
Clementina descobre que Adão tem um amigo que atua como administrador da casa, o conde Thadée Paz (Tadeu), um belo rapaz que vinha sendo mantido em segundo plano. "A condessa viu entrar um homem de belo tipo, alto, bem feito de corpo, em cujo rosto estavam estampados os traços dessa tranquilidade, fruto da força e da coragem": eis como o autor descreve Paz quando apresentado a Clementina. Adão e Tadeu serviram juntos no exército e eram amigos íntimos. Paz é uma versão masculina de Lisbeth Fischer, "La Cousine Bette" (A prima Bette), mas cheio de bondade. Apaixonado por seus patrões, é um dos personagens mais estranhos da Comédia, "tendo sido em parte inspirado por certo Conde Tadeu Wylezuski, primo de Eveline Hanska" Ele se ofereceu para cuidar dos assuntos de Adão, temendo que este e sua esposa dissipassem sua fortuna. Clementina insiste que Tadeu participe de suas atividades sociais e acha-o atraente. Tadeu desde longa data sente uma paixão secreta por Clementina, mas sua devoção aos amigos o deixa totalmente aturdido.
Quando Clementina tenta descobrir mais sobre Tadeu, este inventa uma amante secreta, uma amazona de circo chamada Málaga. Para tornar a história verossímil, vai atrás de Málaga e a instala como se fosse sua amante. Porém, limita-se a pagar por seu sustento, mas desagrada a Clementina por sua conduta num baile de Carnaval (descrito no Capítulo VIII) e por ocasionalmente pedir dinheiro emprestado. Com o tempo, Tadeu acredita que Clementina é capaz de cuidar das finanças do casal e alega que, para conseguir esquecer Málaga, deixará Paris e servirá como capitão num regimento do imperador russo Nicolau. Despede-se de Paris ("Adeus, jovens árvores desse belo Bosque de Bolonha, onde as parisienses passeiam, onde passeiam os exilados que aqui encontram uma pátria.") e não se ouve mais falar dele, até que uma noite um libertino tenta seduzir Clementina, atraindo-a à sua carruagem. Uma figura arrebata Clementina das mãos do infame e a conduz à segurança. É Paz, que nunca deixou Paris, mas se manteve em segundo plano cuidando de seus amigos.
No final da história, Paz escreve uma carta a Clementina revelando todo o seu amor por ela: "Adorei-a desde a primeira vez que a vi [...] Certos dias em que a felicidade me virava a cabeça, eu ia, à noite, beijar o lugar em que, para mim, seus pés tinham deixado rastros luminosos [...]". Não fica claro se Adão teve um caso com Málaga encoberto por Paz. A novela se encerra com a frase: "A todo momento, Clementina espera rever Paz." Assim como não se sabe se Capitu traiu ou não Bentinho, fica o mistério de se Clementina chegou a amar Paz.
Neste livro eminentemente mundano, reencontram-se as figuras importantes dos salões parisienses: Diane de Maufrigneuse, Madame de Portenduère (Ursule Mirouët), Marie-Angélique de Vandenesse, Florine (que aparece também em La Cousine Bette), Malaga (Málaga), amazona de circo (também em La Cousine Bette), que, de falsa amante do conde Paz, passa aos braços do conde Laginski. Outras personagens importantes: o marquês de Ronquerolles, tio de Clémentine, que lhe garante fundos generosos, Madame de Sérisy (tia de Clémentine, que se encontra também em Splendeurs et misères des courtisanes), e o inevitável dândi Maxime de Trailles, que frequenta a Comédia de um romance ao outro.
Paulo Rónai, no Prefácio à tradução brasileira da obra, considera a abnegação extrema de Paz um tanto "forçada": "A 'mistificação sublime' com que Paz pretende esconder o seu amor à esposa do amigo é, ao mesmo tempo, engenhosa e ingênua demais. O herói vale-se de requintes incríveis e de truques insulsos para praticar o bem. Se a virtude necessariamente fosse tão complicada, quem não preferiria o vício?"

## Adaptações ao cinema
- La Fausse Maîtresse, de André Cayatte em 1942[8].